# Рапп, Карл Фридрих
Карл Фридрих Рапп (1882—1962) — немецкий инженер, один из основателей концерна «BMW».

## Биография
Карл Фридрих Рапп родился 24 сентября 1882 года в немецком городке Эинген. О его детстве и юности известно очень мало, видимо, сам Рапп не очень любил вспоминать те времена.

### Карьера
Свою карьеру в качестве инженера Карл Рапп начинал в компании «Züst» примерно в 1908—1911 годах. Позже работал техническим директором в «Daimler Benz» до 1912 года, После чего возглавил один из филиалов «Flugwerk Deutschland GmbH».
Компания «Flugwerk Deutschland» занималась производством и продажей самолётов, проектированием и выпуском специальной техники для аэропортов. Карл Рапп вместе с Джозефом Виртом фактически руководили производством, причем Рапп специализировался на создании и доработке двигателей. Один из его двигателей даже был удостоен премии на авиасалоне в Берлине в 1912 году. Однако долго производство не просуществовало — акционеры решили ликвидировать компанию и от услуг Карла отказались.
28 октября 1913 года Карл Рапп с партнером Юлиусом Ауспитцером выкупили производственные силы «Flugwerk Deutschland» и основали собственную компанию — «Karl Rapp Motorenwerke GmbH» с уставным капиталом в 200 000 марок. Единственным акционером был Ауспитцер, а Рапп занимался разработками и внедрением новых технологий в области авиастроения. Однако дело самолётами не ограничилось. Рапп хотел производить и продавать двигатели внутреннего сгорания не только для самолётов, но и для автомобилей.
Вскоре началась Первая мировая война и компания «Rapp Motorenwerke» получила большие государственные дотации на разработку новых самолётов. Рапп уже имел определённый авторитет в Баварии, хотя ни один из его прототипов так и не полетел.
Военные начальники не признали двигатели Раппа и отказались от них из-за низкой надёжности, однако, несмотря на все это, власти продолжали выделять солидные дотации для «Rapp Motorenwerke». Сам австрийский министр обороны Франц Йозеф Попп приезжал на базу компании и лично обсуждал условия контракта.
Австрийцы заказали у «Rapp Motorenwerke» 600 новых двигателей для самолётов марки BBE, однако из-за своей неорганизованности компания провалила заказ. Рапп вынужден был подать в отставку, при этом официальной версией принято считать проблемы со здоровьем. Вскоре была затеяна реорганизация «Rapp Motorenwerke», в результате которой возникла новая компания — «Bayerische Motoren Werke GmbH» — всем известная «BMW». 4 октября 1917 года управления новой компанией взял на себя Франц Йозеф Попп. До начала Второй мировой войны компания продолжала выпускать двигатели ВВЕ, правда уже под маркой BMW IIIa.
После ухода из «Rapp Motorenwerke», Карл Рапп устроился инженером на завод компании «L.A. Riedlinger», где и проработал до 1923 года. В 1934 году он перебрался жить в Швейцарию, где любил часто посещать обсерваторию и наблюдать за звездами, в частности за солнцем.
26 мая 1962 года в городе Локарно Карл Рапп скончался в возрасте 79 лет.